# Dominik Smole
Dominik Smole [smolè], slovenski dramatik, pisatelj in dramaturg, * 24. avgust 1929, Ljubljana, † 29. julij 1992, Ljubljana.

## Življenje
Rodil se je kot drugi sin hišnika Dominika in Ivane, rojene Končan. Osnovno šolo je obiskoval na Vrtači v letih 1935 in 1939. Šolanje je nadaljeval na klasični gimnaziji v Ljubljani. V šolskem letu 1944/45 je zaradi izključitve, ker naj bi delal za Osvobodilno fronto, ponavljal peti razred. Že takrat je slovel kot predrzen, površen in uporen učenec, kasneje pa so ga opisovali kot nedotakljivega in namrgodenega. Očetov samomor 10. avgusta 1944 ga je močno prizadel. Leta 1947 je maturiral in se zaposlil kot novinar na Radiu Ljubljana, 1951 je delal na izpostavi Radio Slovensko Primorje v Ajdovščini. Po preteku delovnega razmerja septembra 1952 je šel na skoraj enoletno služenje vojaškega roka. Aprila 1954 se je poročil s knjižničarko Zdenko Prek, s katero je imel dva otroka. Med letoma 1957 in 1958 je bil član uredniškega odbora Revije 57. V letih 1959 in 1960 je delal na bencinski črpalki na Viču. Zatem so mu ponudili uredništvo pri novih Perspektivah, kjer je delal od 1960 do 1962. Med letoma 1959 in 1964 je bil član gledališkega sveta Odra 57. Med letoma 1972 in 1976 je bil upravnik in umetniški vodja Slovenskega mladinskega gledališča v Ljubljani, do leta 1980 dramaturg, potem pa je gledališče zapustil in naslednja štiri leta delal kot svobodni umetnik. Leta 1984 je bil tri mesece zaposlen kot dramaturg Drame SNG Ljubljana. Leta 1986 je prejel Prešernovo nagrado za življenjsko delo, ki pa je bila v bistvu nagrada za njegovo Antigono. Med obdobji rednih zaposlitev je živel kot svobodni pisatelj. Marca 1991 je umrl njegov prijatelj, igralec Brane Ivanc, kar ga je osamilo. Sledil mu je čez dobro leto v 63. letu starosti.

## Literarno delo
Pripadal je povojni, t. i. kritični generaciji, v času socialističnega realizma je pisal modernistična dela. Osvajal je misli francoskega ateističnega eksistencializma (vzor sta mu bila Sartre in Camus), bral je Kafka in ruske realiste. S svojim hrepenenjskim svetom je nanj vplival Ivan Cankar. Ti vplivi so vidni predvsem v začetnih delih, kasneje se je opiral bolj na lasten umetniški čut. Nastopil je kot pisatelj subtilnih psiholoških novel, ki izražajo eksistencialistični pogled na človeka, v pripovednem izrazu pa jih označujejo elementi nadrealizma. Očitno je, da je do aktualne umetniške in družbene dejavnosti zavzemal polemično in satirično stališče.

### Idejno ozadje literarne dejavnosti
Umetniško je začel dozorevati ob revijah Beseda, Revija 57 in Perspektive. Beseda je zagovarjala stališče, da umetnost ne more služiti revoluciji. Zaradi svojih prepričanj so ustvarjalci prišli v spor s tedanjo kulturno politiko, ki je reviji odrekla subvencijo. Po ukinitvi Besede se je kritična generacija 50. let ponovno združila ob Reviji 57. Na poseganje komunistične partije v vsa področja javnega življenja so se sodelavci Revije 57 odzvali z ostrim napadom na tedanjo oblast in njene ideologije, a jih je doletela ista usoda kot pri Besedi. Revija 57 je po izidu šeste številke prenehala izhajati, leta 1958 je bil njen uredniški izbor razrešen. Slovenski »kritiški« ustvarjalci so se še zadnjič združili ob reviji Perspektive (1960–64). To revijo je do svoje osemnajste številke poleg Janka Kosa urejal Smole, vendar je bila po štirih letih izhajanja zaradi svoje kritičnosti ukinjena.

### Pripovedništvo
Svoje prve in zadnje pesmi ter kratko prozo je objavil v gimnazijskem zborniku Prvo klasje, ki ga je leta 1944 izdal skupaj s Tarasom Kermaunerjem, Primožem Kozakom in Francem Križaničem. Njegov prozni prvenec je bil črtica Moj prijatelj. Kermauner je bil njegov zaupni prijatelj vse do uspeha Antigone, ko se je Smole izoliral od gimnazijske druščine. Leta 1946 je v Mladinski reviji izšla njegova Pravljica o Lepoti, Dobroti in Ljubezni, leta 1955 pa novela Pismo iz mesteca v mesto. Med letoma 1954 in 1957 je napisal vsa prozna dela, leta 1958 pa je izšel njegov edini roman Črni dnevi in beli dan, ki je postal književna predloga scenarija za film Boštjana Hladnika Ples v dežju. V njem je nekoliko predelal in strnil novele En dan življenja, Preostali čas dneva, Radosti in tegobe malega šepetalca, Konec dneva in Naslednji dan. Roman je polemika s sistemom apriornih vrednot (črni dnevi), ki se končuje z antitezo novega spoznanja o človeku in njegovem smislu (beli dan). Gre za psihološki oris sodobnega, odtujenega človeka in njegovih odnosov do drugih ljudi, zato dogajanja v romanu pravzaprav ni.

## Dramatika
Najbolj se je uveljavil kot dramatik. V svojem delu je za osvetlitev središčne misli uporabil dramsko dogajanje. Njegove drame so pretežno problemska, filozofska in pesniška konverzacija oseb - tipičnih predstavnikov različnih življenjskih nazorov. Dogajanje se zato v njegovih besedilih giblje med realizmom in fantastičnostjo in včasih v groteskni svetlobi razodeva nesmiselnost situacij. Svoj prvenec Mostovi je poslal na razpis Ministrstva za ljudsko prosveto, in sicer za izvirna dramska besedila za ljudske odre, ter dobil nagrado. V razvoju slovenskega povojnega dramskega ustvarjanja je najpomembnejša njegova filozofska in pesniška drama Antigona, napisana v prostem verzu. V spodbudo mu je bila francoska eksistencialistična drama Jean Anouilha, snovno pa temelji v Sofoklejevi Antigoni. Zanjo je leta 1961 prejel nagrado Sterijevega pozora za najboljše jugoslovansko gledališko besedilo leta. Podobno je z dramo Krst pri Savici, kjer je v pesniški prozi in dramsko učinkovitih prizorih razkril in oblikoval, včasih v grobi naturalistični, včasih v poetični osvetljavi, tezo o tragičnih in zlih posledicah bojev med različnimi ideologijami. Obenem je razgaljal nemoralnost predstavnikov teh sistemov. Sodobno problematiko slovenstva je ilustriral z dogodki iz krvave preteklosti Slovencev, iz zgodovine pokristjanjevanja. Pokazal je, da Črtomirov problem z junakovim umikom med misijonarje ni bil rešen. 
Od leta 2005 v okviru Borštnikovega srečanja podeljujejo tudi nagrado Dominika Smoleta.
Dramska dela:
- Mostovi (1946)
- Potovanje v Koromandijo (1956)
- Groteska brez odmora (Koromandije ni?) (1956)
- Igrice (1957)
- Antigona (1960)
- Veseloigra v temnem (1966)
- Cvetje zla (1967)
- Krst pri Savici (1969)
- Nekaj malega o vevericah in življenju (1977)
- O čakalnicah in še malo o življenju
- O ladjah in o življenju
- Ljubezni (1983)
- Zlata čeveljčka (1983)
- Igra za igro (1985)
- Igre in igrice (1986)